# Jean-Claude Nallet
Jean-Claude Nallet (Champdor, 15 marzo 1947 – 19 agosto 2023) è stato un ostacolista e velocista francese, specialista dei 400 metri piani e a ostacoli negli anni sessanta e anni settanta.

## Biografia
Iniziò la sua carriera nella velocità: nel 1966 vinse la medaglia d'argento ai campionati europei juniores sui 200 m e quella d'oro con la staffetta 4x100. Lo stesso anno fu terzo sui 200 m ai campionati europei assoluti.
Nel 1967 vinse sia la gara sui 200 m che quella sui 400 m nella finale di Coppa Europa.
Nel 1968 partecipò alle Olimpiadi di Città del Messico dove venne eliminato in semifinale nella gara individuale mentre si classificò all'ottavo posto con la staffetta 4x400.
Nel 1969 fu secondo ai campionati europei sui 200 m, con lo stesso tempo del polacco Stanisław Grędziński, giunto terzo, e preceduto di un solo decimo di secondo dall'altro polacco Jan Werner; si rifece vincendo l'oro con la staffetta 4x400.
Nel 1970 vinse la finale di Coppa Europa sui 400 ostacoli e fu secondo sui 400 piani.
Ormai specializzatosi nella gara a ostacoli, nel 1971 vinse i campionati europei e giunse secondo nell'edizione del 1974.
Nel 1976 partecipò alla sua seconda Olimpiade, a Montréal, dove mancò di pochissimo l'accesso alla finale: fu quinto nella seconda semifinale con il settimo tempo assoluto fra i semifinalisti.

## Palmarès
| Anno | Manifestazione          | Sede     | Evento       | Risultato | Prestazione | Note                  |
| ---- | ----------------------- | -------- | ------------ | --------- | ----------- | --------------------- |
| 1966 | Europei juniores        | Odessa   | 200 m        | Argento   |             |                       |
| 1966 | Europei juniores        | Odessa   | 4×100 m      | Oro       |             |                       |
| 1966 | Europei                 | Budapest | 200 m        | Bronzo    | 21"0        |                       |
| 1969 | Europei                 | Atene    | 400 m        | Argento   | 45"8        |                       |
| 1969 | Europei                 | Atene    | 4×400 m      | Oro       | 3'02"3      | Record dei campionati |
| 1971 | Europei                 | Helsinki | 400 ostacoli | Oro       | 49"30       |                       |
| 1974 | Europei                 | Roma     | 400 ostacoli | Argento   | 48"94       |                       |
| 1975 | Giochi del Mediterraneo | Algeri   | 400 ostacoli | Oro       |             |                       |